# روبرت دبليو. ثورستون
روبرت دبليو. ثورستون (بالإنجليزية: Robert W. Thurston)‏ هو أستاذ جامعي ومؤرخ أمريكي، ولد في 28 سبتمبر 1949.